# Graceton (Pensilvania)
Graceton es un lugar designado por el censo ubicado en el condado de Indiana en el estado estadounidense de Pensilvania. En el año 2010 tenía una población de 257 habitantes.

## Geografía
Graceton se encuentra ubicado en las coordenadas 40°30′25″N 79°10′7″O / 40.50694, -79.16861.. Según la Oficina del Censo de los Estados Unidos, Graceton tiene una superficie total de 0,12 mi² (0,3 km²), de la cual 0,12 mi² (0,3 km²) corresponden a tierra firme y 0 mi² (0 km²) es agua.